# M85 (gorivo)
M85 je vrsta goriva. Mješavina je u omjeru 85% gorivnog metanola i 15% benzina.